# Quadball
     Pełne członkostwo IQA
     Państwa stowarzyszone IQA (ang. associate members)

Quadball na świecie
Pełne członkostwo IQA
Państwa stowarzyszone IQA

Quadball (dawniej mugolski quidditch) – zespołowa gra sportowa, dla dwóch siedmioosobowych drużyn, składających się z mężczyzn i kobiet. Zawodnicy poruszają się po boisku (rozmiarem podobnym do hokeja na lodzie) trzymając między nogami miotłę, a do gry używają piłki używanej w siatkówce. Gra polega na umieszczeniu piłki w bramce przeciwnika. Celem jest zwycięstwo w meczu poprzez zdobycie większej liczby punktów niż rywal. Opiera się na fikcyjnej grze o tej samej nazwie, wynalezionej przez autorkę J.K. Rowling, która jest opisywana w serii powieści i powiązanych mediów Harry’ego Pottera. Gra jest czasami nazywana mugolskim quidditchem, aby odróżnić ją od fikcyjnej gry, która zawiera magiczne elementy, takie jak latające miotły i zaczarowane piłki. W uniwersum Harry’ego Pottera „mugol” jest osobą pozbawioną mocy magii.

## Historia

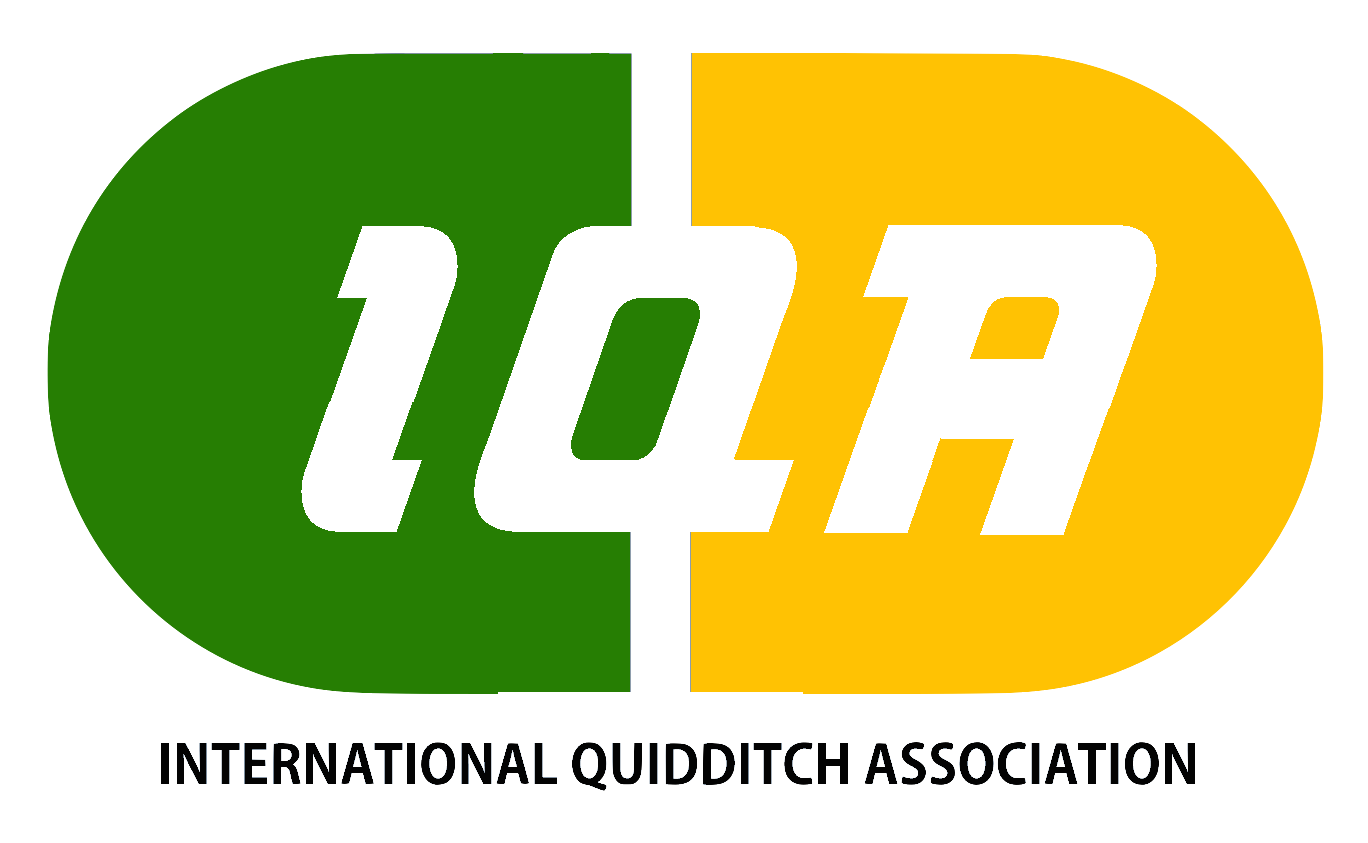
Logo Międzynarodowego Stowarzyszenia Quidditcha

Wraz ze wzrastającą popularnością książek i filmów o Harrym Potterze, podejmowano próby przeniesienia quidditcha do świata realnego, m.in. poprzez zastąpienie mioteł rowerami jednokołowymi. Niektóre uczelnie wyższe w Stanach Zjednoczonych (m.in. Uniwersytet Harvarda i Emerson College) i w Australii umożliwiają dostanie się do uniwersyteckiej drużyny quidditcha.
Popularność uniwersyteckich rozgrywek w Ameryce przyczyniła się do powstania w 2007 roku Intercollegiate Quidditch Association (Międzyuniwersyteckie Stowarzyszenie Quidditcha; IQA), które w 2010 roku zmieniło nazwę na International Quidditch Association (Międzynarodowe Stowarzyszenie Quidditcha), a w 2014 roku, po utworzeniu własnego kongresu, oficjalnie stało się międzynarodową federacją sportową, której podlegają narodowe stowarzyszenia quadballa. Federacja jest odpowiedzialna za organizację międzynarodowych turniejów i wydarzeń związanych z quadballem, przede wszystkim IQA Global Games, jak również ustalanie reguł gry i popularyzację sportu.
Gra początkowo nosiła nazwę quidditch. W 2022 roku oficjalnie zmieniono nazwę sportu na quadball jako element dystansowania się od osoby J.K. Rowling oraz w celu uniknięcia potencjalnych naruszeń praw autorskich Warner Bros, które zabezpieczyło prawa autorskie do nazwy „Quidditch” jako znaku towarowego.  

### Quadball w Polsce
W Polsce ok. 2016 powstała Polska Liga Quadballa, która zrzesza polskich fanów tej gry. Na 2019 w PLQ zrzeszone były następujące zespoły:
- Poznań Capricorns
- Warsaw Mermaids[13]
- Wrocław Wanderers
- Kraków Dragons[14]
- SkyWeavers Łódź[15]
- Black Diamond Silesia Miners
- Łódź Pirates
- HoneyBadgers (UWM Olsztyn)